# Panneau directionnel de confirmation en France
Dans le domaine de la signalisation de direction en France, les panneaux de confirmation de type D60 confirment les mentions desservies par la route sur laquelle ils sont implantés. Ils sont composés de plusieurs registres rectangulaires superposés.

## Histoire
Les autoroutes n’ont été créées qu’en 1955 et par ailleurs il n’était fait nulle part mention, dans la loi, de chaussées séparées, contrairement à une opinion couramment répandue. C’est ce qui explique que la signalisation des autoroutes n’a pas fait l’objet d’une attention immédiate.
Ce n’est qu’avec l’instruction du 22 mars 1982, que les panneaux d'avertissement apparaissent. Les panneaux actuellement en vigueur ne sont plus ceux de 1982.

## Confirmation de filante ou sortie
Le tableau d'identification des panneaux de confirmation de filante ou de sortie sur route ou autoroute est le suivant.
| Code | Type d’indication                                                                | Couleur des registres | Contenu des registres | Photographie |
| ---- | -------------------------------------------------------------------------------- | --------------------- | --- | ------------ |
| D61a | Confirmation courante, sur route                                                 | bleu, vert ou blanc   | Mentions desservies par la route concernée, avec l’indication de distances |              |
| D61b | Confirmation courante sur autoroute                                              | bleu                  | Mentions desservies par la route concernée, avec l’indication de distances |              |
| D62a | Confirmation de filante sur route à chaussées séparées                           | bleu, vert ou blanc   | Mentions desservies par la route concernée, sans l’indication de distances |              |
| D62b | Confirmation de filante sur autoroute                                            | bleu                  | Mentions desservies par la route concernée, sans l’indication de distances |              |
| D62c | Confirmation de filante avec flèche(s) d’affectation verticale(s), sur autoroute | Bleu                  | Certaines mentions desservies par la voie avec une ou plusieurs flèches verticales d’affectation de voies |              |
| D62d | Confirmation de filante avec flèche(s) d’affectation coudée(s), sur autoroute    | Bleu                  | Certaines mentions desservies par la voie avec une ou plusieurs flèches coudés d’affectation de voies |              |
| D63c | Confirmation de la prochaine sortie                                              | Blanc                 | Registre supérieur : le numéro de la voie inscrit dans un encart rouge avec le symbole d’échangeur SE2b ou SE2c avec l’indication de la distance au prochain échangeur Autres registres : mentions desservies sans indication de distance |              |
| D63d | Annonce de la prochaine bifurcation autoroutière                                 | Bleu                  | Registre supérieur : le numéro de la voie inscrit dans un encart rouge avec l’indication de la distance à la prochaine bifurcation Autres registres : mentions desservies sans indication de distance                                     |              |
| D64  | Confirmation courante de bifurcation autoroutière                                | Bleu                  | Registre supérieur : symbole SE3 suivi des numéros des autoroutes en encart sur fond rouge Registre inférieur : distance en kilomètres restant à parcourir jusqu’à la bifurcation                                                         |              |

Les panneaux D61a, D62a, D61b, D62b, D62c et D62d sont surmontés d’un cartouche de type E40 indiquant le numéro et la nature de la route concernée. Le cas échéant, ils sont surmontés d’un ou plusieurs cartouches européens E41.

## Fin d'itinéraires spéciaux
| Code | Type d’indication        | Couleur des registres                                                                                    | Contenu des registres | Image |
| ---- | ------------------------ | --- | --- | ----- |
| D69a | Fin d’itinéraire « S »   | Jaune et listel noir, avec une barre transversale rouge                                                  | Symbole SU1 |       |
| D69b | Fin d’itinéraire « Bis » | Supérieur : jaune et listel noir, avec une barre transversale rouge Inférieur : fond bleu, vert ou blanc | Supérieur : symbole SC20 et l’inscription « Fin d’itinéraire bis » Inférieur : mentions desservies par la route concernée, avec l’indication de distances |       |

## Sources
- Arrêté du 24 novembre 1967 modifié relatif à la signalisation des routes et des autoroutes.
- Instruction interministérielle du 22 mars 1982 relative à la signalisation de direction.
- Norme NF P 98-532-4 - Caractéristiques typologiques des panneaux directionnels - juin 1991